# Dioszeghyana schmidtii
Dioszeghyana schmidtii är en fjärilsart som beskrevs av László Diószeghy 1935. Arten ingår i släktet Dioszeghyana och familjen nattflyn. Den förekommer i Östeuropa, norr om Svarta havet och vidare österut till västra Ryssland. Dess typlokal är Ineu i Rumänien.